# Julia Louis-Dreyfus
Julia Scarlett Elizabeth Louis-Dreyfus Hall (Nova Iorque, 13 de janeiro de 1961) é uma atriz e comediante estadunidense.
Entre 1982 e 1985, Louis-Dreyfus atuou em Saturday Night Live, da rede NBC, no qual conheceu Larry David, que mais tarde iria ser um dos criadores da série Seinfeld. É na série de Jerry Seinfeld que ficou conhecida durante nove temporadas como "Elaine Benes", de 1990 a 1998.
Seu pai é o bilionário francês Gérard Louis-Dreyfus (que trocou de nome para William na década de 1940) e seu avô foi Pierre Louis-Dreyfus, combatente na resistência francesa durante a Segunda Guerra Mundial. Seu primo é Robert Louis-Dreyfus, antigo proprietário da Adidas (1993–2001) e falecido em 2009 devido à leucemia. Algumas biografias sustentam que Julia estaria ligada por parentesco a Alfred Dreyfus, um oficial militar francês mais conhecido por ter sido o pivô do Caso Dreyfus.A avó paterna de Julia, nascida em Nova York, era filha de pai judeu-brasileiro (cuja família era holandesa, inglesa e polonesa).
Julia Louis-Dreyfus é casada com o ator e escritor Brad Hall desde 1987, e tem dois filhos, Henry (1992) e Charles (1997).
De 2006 a 2010 Julia Louis-Dreyfus viveu a personagem Christine Campbell na sitcom de sucesso The New Adventures of Old Christine, tendo inclusive vencido o Emmy pelo seriado. Ao receber o prêmio, Julia perguntou ironicamente à plateia se acreditava em maldição, em referência à "maldição de Seinfeld", uma vez que nenhum dos ex-integrantes do elenco havia conseguido novo sucesso na televisão. Julia protagonizou a série da HBO, intitulada Veep, na qual interpretou Selina Meyer, uma senadora que se torna vice-presidente dos Estados Unidos e percebe que não está preparada para o cargo. Por Veep, Julia recebeu 14 indicações ao Emmy, por produzir e atuar, tendo ganho 9 deles, incluindo 6 de Melhor Atriz Cômica.
Em 2020 estrelou ao lado do comediante Will Ferrel a comédia "Downhill", remake do filme sueco de 2014 "Force Majeure".
Em 4 de maio de 2010, aos 49 anos, Julia ganhou uma estrela na Calçada da Fama em Hollywood.

## Filmografia

### Cinema
| Ano  | Título                              | Papel                         | Notas                            |
| ---- | ----------------------------------- | ----------------------------- | -------------------------------- |
| 1986 | Troll                               | Jeanette Cooper               |                                  |
| 1986 | Hannah and Her Sisters              | Mary                          |                                  |
| 1986 | Soul Man                            | Lisa Stimson                  |                                  |
| 1989 | Férias Frustradas de Natal          | Margo Chester                 |                                  |
| 1993 | Jack the Bear                       | Peggy Etinger                 |                                  |
| 1994 | North                               | Mãe de North                  |                                  |
| 1997 | Um Dia, Dois Pais                   | Carrie Lawrence               |                                  |
| 1997 | Deconstructing Harry                | Leslie                        |                                  |
| 1998 | Vida de Inseto                      | Princesa Atta                 | Voz                              |
| 2012 | Picture Paris                       | Ellen Larson                  | Curta-metragem; também produtora |
| 2013 | Aviões                              | Rochelle                      | Voz                              |
| 2013 | À Procura do Amor                   | Eva                           |                                  |
| 2020 | Downhill                            | Billie Stanton                | Também produtora                 |
| 2020 | Dois Irmãos: Uma Jornada Fantástica | Laurel Lightfoot              | Voz                              |
| 2021 | Viúva Negra                         | Valentina Allegra de Fontaine | Cameo                            |
| 2022 | Pantera Negra: Wakanda Para Sempre  | Valentina Allegra de Fontaine |                                  |
| 2023 | You Hurt My Feelings                | Beth                          | Também produtora                 |
| 2023 | You People                          | Shelley                       |                                  |
| ASA  | Tuesday                             | ASA                           | Pós-produção                     |

### Televisão
| Ano              | Título                                                         | Papel                         |                                                                           |
| ---------------- | -------------------------------------------------------------- | ----------------------------- | ------------------------------------------------------------------------- |
| 1982–85          | Saturday Night Live                                            | Vários personagens            | 57 episódios                                                              |
| 1988             | Day by Day                                                     | Eileen Swift                  | 33 episódios                                                              |
| 1989–1998        | Seinfeld                                                       | Elaine Benes                  | 178 episódios                                                             |
| 1996             | London Suite (Br: Gente fina é outra coisa)                    | Debra Dolby                   | Telefilme                                                                 |
| 2000             | Geppetto                                                       | A fada Azul                   | Telefilme                                                                 |
| 2000–            | Curb Your Enthusiasm                                           | Ela mesma                     |                                                                           |
| 2001, 2007, 2008 | Os Simpsons                                                    | Glória (voz)                  | 3 episódios                                                               |
| 2002–2003        | Watching Ellie                                                 | Ellie Riggs                   | 16 episódios                                                              |
| 2003–2004        | Arrested Development                                           | Maggie Lizer                  | 4 episódios                                                               |
| 2006–2010        | The New Adventures of Old Christine                            | Christine Campbell            | 88 episódios; também produtora                                            |
| 2006, 2007, 2016 | Saturday Night Live                                            | Ela mesma (Apresentadora)     | 3 episódios                                                               |
| 2010             | 30 Rock                                                        | Liz Lemon (Flashbacks)        | Episódio "Live Show"                                                      |
| 2012             | Web Therapy                                                    | Shevaun Haig                  | Episódio: "Sister Act"                                                    |
| 2012–2019        | Veep                                                           | Selina Meyer                  | 65 episódios, também produtora                                            |
| 2015             | Inside Amy Schumer                                             | Ela mesma                     | Episódio: "Last Fuckable Day"                                             |
| 2021             | Falcão e o Soldado Invernal                                    | Valentina Allegra de Fontaine | 2 episódios                                                               |
| 2021             | Marvel Studios: Assembled                                      | Ela mesma                     | Documentário; Episódio: "The Making of The Falcon and the Winter Soldier" |
| 2022             | O Próximo Convidado Dispensa Apresentações com David Letterman | Ela mesma                     | Episódio 6, Temporada 4                                                   |